# Nuntereggae più/E cantava le canzoni
Nuntereggae più/E cantava le canzoni è un 45 giri di Rino Gaetano pubblicato nel 1978 dalla It.

## Il disco
La copertina raffigura un particolare di quella del quarto album Nuntereggae più.

### Nuntereggae più
Il testo è pura denuncia, grido di allarme, ultimo appello alla coscienza individuale e collettiva degli italiani. Nasce da una profonda riflessione (vedi intervista radiofonica di Enzo Siciliano) sulla situazione dell'Italia. Si svolge come ragionata consequenziale elencazione di fatti e personaggi che hanno un profondo nesso logico-politico-civile: la degenerazione neo-consociativa "senza fatti e soluzioni" dell'Italia, provocata dai partiti di governo (DC, PSI, PLI, PRI) in unione con il PCI, che ha ormai corroso e corrotto il popolo italiano (la degradazione antropologica dell'italiano già descritta e denunciata da Pier Paolo Pasolini).
Tra i nominati in quella canzone è importante il riferimento all'ex presidente in Italia della Esso, Vincenzo Cazzaniga,  che sintetizza il ruolo del controllo delle multinazionali del petrolio sul nostro paese (vedi il processo relativo alle "tangenti ENEL" ed al "contributo SUEZ" che configuravano la corruzione della politica da parte dei petrolieri agganciati alle sette sorelle nel post Mattei).  Si nomina anche la senatrice Susanna Agnelli, la quale confermò, quando entrambi furono ospiti di Maurizio Costanzo nel suo programma Acquario , la liceità da parte dei giovani di esprimersi così in quel momento storico-politico; il conduttore fu invece molto infastidito e arrivò a dire che il prossimo successo di Rino sarebbero state le Pagine Gialle. Il titolo della canzone nasce dalla frase, tipicamente romanesca, che Bruno, l'amico di sempre che Rino canzonava in continuazione, gli disse esasperato “Rino, nun te reggo più”.
Da qui lo spunto per il gioco di parole, molto in uso nel linguaggio indiano-metropolitano di quegli anni, Nun-te-reggo(ae) più. La voce fuori campo che dice "Nuntereggae più" non è dell'attore Lino Banfi, come molti credono,
nemmeno di Gianni Boncompagni, bensì del musicista Mauro Vicari.
La canzone avrebbe dovuto essere presentata a Sanremo 1978 ma il cantante fu convinto, per motivi discografici, a sostituirla con "Gianna"; divenne estremamente popolare dopo la partecipazione al Festivalbar 1978 a Verona con l'esibizione in accappatoio ed il simbolico lancio della trottola.
Rispetto alla versione contenuta nel long playing questa versione è più corta, in quanto manca la strofa che inizia con Immunità parlamentare. La canzone venne pubblicata su 45 giri anche in Spagna, tradotta come Corta el rollo ya, che si traduce come "dacci un taglio, lasciali perdere". In questa versione Rino nomina personaggi famosi in terra iberica, sulla falsariga della versione originaria.
Nella canzone viene anche fatto accenno al noto grido di battaglia dannunziano Eia alalà; nel testo c'è pure un riferimento alla spiaggia di Capocotta per il caso Montesi, a rievocare la nota impunità del potere e per il fatto che la borghesia romana di sinistra, sull'onda imitativa dello scrittore Alberto Moravia, avesse scelto una spiaggia "popolare" per indossare "Cartier Cardin Gucci". Ai nomi di politici e "potenti" si aggiungono personaggi bene in vista nel mondo dello spettacolo e dello sport. Questi sono i personaggi pubblici citati nel testo:
- Vincenzo Cazzaniga
- Gianni Agnelli
- Umberto Agnelli
- Susanna Agnelli
- Attilio Monti
- Leopoldo Pirelli
- Franco Causio
- Marco Tardelli
- Giuliano Musiello
- Giancarlo Antognoni
- Renato Zaccarelli
- Gianni Brera
- Enzo Bearzot
- Carlos Monzón

- Adriano Panatta
- Gianni Rivera
- Pompeo D'Ambrosio
- Niki Lauda
- Gustav Thöni
- Maurizio Costanzo
- Mike Bongiorno
- Paolo Villaggio
- Raffaella Carrà
- Francesco Guccini
- Sigmund Freud[10]
- Cartier
- Pierre Cardin
- Gucci

#### La versione di Roy Paci del 2011
Nel 2011 è stata pubblicata una versione alternativa del brano "Nuntereggae più", cantata da Roy Paci & Aretuska e contenuta nel disco Dalla parte di Rino, tributo per i 30 anni dalla scomparsa dell'autore. La canzone riporta delle modifiche e i personaggi citati sono:
- Domenico Scilipoti
- Niccolò Ghedini
- Mauro Masi
- Augusto Minzolini
- Umberto Bossi
- Gianfranco Fini
- Francesco Totti
- Giorgio Chiellini
- Antonio Cassano
- Gianluca Zambrotta
- Giampaolo Pazzini
- Mariastella Gelmini
- Flavio Briatore
- Bruno Vespa

- Maurizio Belpietro
- Emilio Fede
- Michele Santoro
- Calisto Tanzi
- Sergio Marchionne
- Lele Mora
- Simona Ventura
- Morgan
- Vittorio Sgarbi
- Fabrizio Corona

### E cantava le canzoni
Contenuta anch'essa nell'album Nuntereggae più, descrive tre situazioni di tre personaggi, un emigrante, un mercenario e un produttore, ognuno dei quali, come recita il ritornello, «cantava le canzoni che sentiva sempre a lu mare». Si tratta quindi di una tipica tammurriata meridionale, ovvio riferimento alla città di Pescara (è dialetto abruzzese), città dove Rino Gaetano fece la sua gavetta. Il brano fu eseguito anche al 15° Cantagiro. Anche questa canzone venne pubblicata in Spagna, tradotta come Y cantaba las canciones.

## Tracce
1. Nuntereggae più
2. E cantava le canzoni